# Bild der Frau
Bild der Frau ist eine deutsche Frauenzeitschrift, die wöchentlich von der Funke Mediengruppe herausgegeben wird. Die verkaufte Auflage beträgt 346.217 Exemplare, ein Minus von 80,4 Prozent seit 1998.

## Geschichte
Die Zeitschrift wurde am 14. März 1983 von der Axel Springer AG gestartet. Zum 1. Mai 2014 wurde sie an die Funke Mediengruppe verkauft. Die Markenrechte liegen weiterhin bei der Axel Springer SE und der Redaktionssitz befindet sich weiterhin in Hamburg.
1998 wurde der Ableger Gut kochen & backen gestartet und 2005 der Ableger Schlank & fit. Seit April 2001 verfügt die Zeitschrift über eine eigene Website. Im Juni 2006 übernahm Sandra Immoor den Posten der Chefredakteurin von Andrea Zangemeister, die zuvor 23 Jahre lang Chefredakteurin war.
Seit 2006 wird jährlich die Goldene Bild der Frau verliehen, mit der Frauen für ihr besonderes gesellschaftliches Engagement ausgezeichnet werden. 2013 wurde die Preisverleihung erstmals unter dem Titel Deutschlands starke Frauen auf Das Erste übertragen.
| 1998    | 1999    | 2000    | 2001    | 2002    | 2003    | 2004    | 2005    | 2006    | 2007    | 2008   | 2009    | 2010   | 2011   | 2012   | 2013   | 2014   | 2015   | 2016   | 2017   | 2018   | 2019   | 2020   | 2021   | 2022   | 2023   | 2024   |
| ------- | ------- | ------- | ------- | ------- | ------- | ------- | ------- | ------- | ------- | ------ | ------- | ------ | ------ | ------ | ------ | ------ | ------ | ------ | ------ | ------ | ------ | ------ | ------ | ------ | ------ | ------ |
| 1765499 | 1678496 | 1662502 | 1666339 | 1478468 | 1307874 | 1186437 | 1083523 | 1080807 | 1019203 | 977489 | 1021098 | 963857 | 902501 | 905522 | 882798 | 832226 | 775575 | 742009 | 666526 | 622566 | 600353 | 533277 | 481255 | 417389 | 378443 | 346217 |